# Popielewo (Białoruś)
Popielewo (biał. Папялёва, Papialowa; ros. Попелёво, Popielowo) – wieś na Białorusi, w obwodzie brzeskim, w rejonie prużańskim, w sielsowiecie Suchopol.
W latach 1921–1939 istniał folwark Popielewo Wielkie wchodzący w skład gminy Suchopol.
Według Powszechnego Spisu Ludności z 1921 roku folwark zamieszkiwały 23 osoby, wśród których 2 było wyznania rzymskokatolickiego, 9 prawosławnego, a 12 mojżeszowego. Jednocześnie dwóch mieszkańców zadeklarowało polską przynależność narodową, 17 białoruską, a 4 żydowską. Były tu 3 budynki mieszkalne.